# Francisco Palmeiro
Pour les articles homonymes, voir Palmeiro.
Francisco Luís Palmeiro Rodrigues, plus communément appelé Palmeiro, est un footballeur portugais né le 16 octobre 1932 à Arronches et mort le 22 janvier 2017. Il était attaquant et milieu droit.

## Carrière
- 1951-1953 :  Portalegrense
- 1953-1961 :  Benfica Lisbonne
- 1961-1963 :  Atlético CP
- 1963-1965 :  Almada
- 1965-1966 :  Pescadores
- 1966-1967 :   Monte Caparica

## Palmarès
Avec le Benfica Lisbonne :
- Champion du Portugal en 1955, 1957 et 1960
- Vainqueur de la Coupe du Portugal en 1955, 1957 et 1959
- Finaliste de la Coupe Latine en 1957